# Edinburgh Journal of Botany
Edinburgh Journal of Botany (abreviado Edinburgh J. Bot.) es una revista con descripciones botánicas que es editada en Edimburgo (Escocia) desde el año 1990. Fue precedida por Notes from the Royal Botanic Garden of Edinburgh.